# عبدالرزاق صنعانی
عبدالرزاق صنعانی (به عربی: عبد الرزاق الصنعاني) (۱۲۶–۲۱۱ هـ برابر با ۷۴۴–۸۲۷ م) عالم سنی در علم حدیث بوده‌است.
نام کامل او أبو بکر عبدالرزاق بن همام بن نافع الحمیری الیمانی الصنعانی بوده‌است. صنعانی در صنعا، پایتخت یمن زندگی می‌کرده‌است. در طول زندگی برای فراگیری و دستیابی به علوم اسلامی به مکه، مدینه، سوریه و عراق، جاهایی که وی تحت آموزش محققان بسیاری قرار گرفت، سفر کرده‌است.

## آثار
از آثار او می‌توان به:
- مصنف عبدالرزاق صنعانی
- تفسیر عبدالرزاق
- الأمالی فی آثار الصحابة لعبد الرزاق الصنعانی

اشاره کرد.